# Mojtaba Moharrami
Mojtaba Moharrami (pers. مجتبی محرمی; Teheran, 16 aprile 1965) è un ex calciatore iraniano, di ruolo difensore.

## Carriera

### Club
Ha giocato nella prima divisione iraniana.

### Nazionale
Con la nazionale iraniana ha partecipato ai Coppa d'Asia 1992 e 1996.

## Statistiche

### Cronologia presenze e reti in nazionale
| Cronologia completa delle presenze e delle reti in nazionale ― Iran | Cronologia completa delle presenze e delle reti in nazionale ― Iran | Cronologia completa delle presenze e delle reti in nazionale ― Iran | Cronologia completa delle presenze e delle reti in nazionale ― Iran | Cronologia completa delle presenze e delle reti in nazionale ― Iran | Cronologia completa delle presenze e delle reti in nazionale ― Iran | Cronologia completa delle presenze e delle reti in nazionale ― Iran | Cronologia completa delle presenze e delle reti in nazionale ― Iran |
| Data                                                                | Città                                                               | In casa                                                             | Risultato                                                           | Ospiti                                                              | Competizione                                                        | Reti                                                                | Note                                                                |
| ------------------------------------------------------------------- | ------------------------------------------------------------------- | ------------------------------------------------------------------- | ------------------------------------------------------------------- | ------------------------------------------------------------------- | ------------------------------------------------------------------- | ------------------------------------------------------------------- | ------------------------------------------------------------------- |
| 3-11-1989                                                           | Madinat al-Kuwait                                                   | Iran                                                                | 1 – 1                                                               | Guinea                                                              | Amichevole                                                          | 1                                                                   |                                                                     |
| 11-5-1992                                                           | Kolkata                                                             | Pakistan                                                            | 0 – 7                                                               | Iran                                                                | Qual. Coppa d'Asia 1992                                             | 1                                                                   |                                                                     |
| 15-5-1992                                                           | Kolkata                                                             | India                                                               | 0 – 3                                                               | Iran                                                                | Qual. Coppa d'Asia 1992                                             | 1                                                                   |                                                                     |
| 2-10-1992                                                           | Teheran                                                             | Iran                                                                | 1 – 1                                                               | Camerun                                                             | Amichevole                                                          | 1                                                                   |                                                                     |
| 9-10-1994                                                           | Miyoshi                                                             | Iran                                                                | 4 – 0                                                               | Yemen                                                               | Giochi asiatici 1994                                                | 1                                                                   |                                                                     |
| Totale                                                              |                                                                     | Presenze                                                            | 37                                                                  |                                                                     | Reti                                                                | 5                                                                   |                                                                     |

## Palmarès

### Club

#### Competizioni nazionali
- Campionato iraniano: 2

Persepolis: 1995-1996, 1996-1997
- Coppa dell'Iran: 1

Persepolis: 1990-1991

#### Competizioni internazionali
- Coppa delle Coppe dell'AFC: 1

Persepolis: 1990-1991

#### Nazionale
- Giochi asiatici: 1

Iran: 1990